# بشر الصبان
بشر الصبان من مواليد دمشق عام 1966. شغل عدة مناصب بعد تخرجه من كلية طب الأسنان جامعة دمشق منها عضو قيادة شعبة المهاجرين لحزب البعث خلال الفترة من 1992 إلى 1993 ونائب رئيس مجلس محافظة دمشق من عام 1999 حتى عام 2002.
شغل منصب محافظ دمشق منذ العام 2006 وحتى اقالته عام2018.